# 浦西武光
浦西 武光（うらにし たけみつ、1940年10月10日 - ）は鹿児島県出身のプロゴルファー。

## 来歴
1966年にプロ入りし、1972年の美津濃トーナメントでは吉川一雄・久保四郎・戸田雅吉に次ぐと同時に石井富男・大島富五郎・海老原清治と並んでの4位タイ、1976年の同大会では内田繁と並んで草壁政治の2位タイに入った。
1977年の日本プロでは金海繁・竹安孝博と並んでの10位タイに入り、1979年の和歌山オープンで初優勝。
1977年の三菱ギャランでは初日を中島弘二・許勝三&謝永郁&陳健忠（中華民国）・河野高明・高井吉春と共に68をマークして2位タイでスタートし、2日目にはグラハム・マーシュ（オーストラリア）と並んでの6位タイに着けた。
1980年の関西オープンでは2日目に井上久雄・中村通と並んでの5位タイに着け、3日目には島田幸作・前田新作・宮本省三と並んでの3位タイに上がる。最終日には66のコースレコードを出し、82を叩いて5位に後退した前日首位の山本善隆を逆転。通算4アンダーで中村・島田を抑えてツアー初優勝を挙げ、鹿児島出身では最初のツアー優勝者となる。
1981年のKBCオーガスタでは初日を石井秀夫・鈴木規夫・謝敏男（中華民国）、デビッド・イシイ（アメリカ）、川村正己・小林恵一・高井・重信秀人と共に69の5位タイでスタートし、最終日には68をマークして矢部昭・前田・牧野裕・イシイと並んでの8位タイに入った。
1987年の関西オープンを最後にレギュラーツアーから引退。

## 主な優勝
- 1979年 - 和歌山オープン
- 1980年 - 関西オープン